# Бюро по стандартам Кении
Бюро по стандартам Кении — правительственная организация, ответственная за управление и поддержание стандартов и мер метрологии в Кении. Учреждено Законом Национального собрания Кении согласно главе 496 Свода законов Кении. Бюро начало деятельность в июле 1974 года. Имеет главные офисы в Найроби и региональные офисы по всей стране.
Совет директоров Бюро (известен как Национальный совет по стандартизации) выполняет функции директивного органа надзора и контроля администрации и финансового управления Бюро. Во главе Совета стоит управляющий директор Бюро.
В цели и задачи Бюро входит подготовка стандартов продукции, измерений, материалов, процессов и т. п.; их продвижение на национальном, региональном и международном уровнях; сертификация промышленной продукции, помощь в производстве качественных товаров; контроль качества импорта в портах въезда, улучшение точности измерений и распространение информации, относящейся к стандартам.
Бюро по стандартам Кении — член Международной организации по стандартизации (ИСО).